# Uromedina villeneuvei
Uromedina villeneuvei är en tvåvingeart som först beskrevs av Baranov 1934. Uromedina villeneuvei ingår i släktet Uromedina och familjen parasitflugor.
Artens utbredningsområde är Myanmar. Inga underarter finns listade i Catalogue of Life.